# فورنفیرون فیلوان
فورنفیرون فیلوان (انگلیسی: Phornphirun Philawan؛ زادهٔ ۸ آوریل ۱۹۹۹) بازیکن فوتبال اهل تایلند است.
وی همچنین در تیم ملی فوتبال زنان تایلند بازی کرده‌است.